# Шульц, Кристиан
Кристиан Шульц (нем. Christian Schulz; 1 апреля 1983, Бассум, ФРГ) — немецкий футболист, игравший на позиции защитника. Исполняющий обязанности главного тренера клуба «Ганновер 96».

## Клубная карьера
Кристиан Шульц начал заниматься футболом в шестилетнем возрасте в детской команде родного города. В 1995 году попал в систему юношеских команд бременского «Вердера».
С 2001 по 2005 год Кристиан Шульц привлекался к играм команды «Вердер II», выступавшей в то время в зоне «Север» Регионаллиги. Дебютировал в первой команде «Вердера» 15 февраля 2003 года в гостевом матче против «Нюрнберга». В матче с «Нюрнбергом» Шульц забил и первый свой гол в Бундеслиге — 23 октября 2004 года.
Чуть раньше, а именно 29 сентября 2004 года, Шульц впервые сыграл за «Вердер» в Лиге чемпионов, выйдя в стартовом составе на матч с «Валенсией». Всего в еврокубках за «Вердер» Кристиан провёл 23 игры и забил 1 гол (22 февраля 2006 года в первом матче 1/8 финала Лиги Чемпионов против «Ювентуса»).
В августе 2007 года Кристиан Шульц был приобретен «Ганновером» за 2,25 миллиона евро.

## Национальная сборная
Ещё будучи игроком «Вердера», Кристиан Шульц привлекался в сборную Германии, за которую 2004—2005 годах провёл 3 товарищеских матча. Дебют пришёлся на гостевой матч с Японией 16 декабря 2004 года. Затем в карьере Шульца были матчи за национальную команду против Таиланда и Аргентины. В 2005 году был в заявке сборной на Кубок конфедераций, но из-за травмы на турнире так и не сыграл. В дальнейшем Юрген Клинсманн не привлекал игрока к играм «Бундестим».
В 2007 году Шульц был вызван в сборную для участия в матче со сборной Дании, однако вновь не сыграл из-за травмы. Игрок «Ганновера» провел на поле 12 минут в товарищеском матче с Данией 11 августа 2010 года.

## Тренерская карьера
Перед началом сезона 2023/24 начал тренировать юношескую команду «Ганновер 96» до 17 лет. 23 апреля 2025 года стал исполняющим обязанности главного тренера «Ганновера 96» наряду с главным тренером команды до 19 лет Дирком Лоттнером и тренером основной команды Ларсом Барлеманом.

## Достижения
«Вердер»
- Чемпион Германии (1): 2003/04
- Вице-чемпион Германии (1): 2005/06
- Обладатель Кубка Германии (1): 2003/04
- Обладатель Кубка немецкой лиги (1): 2006
- Финалист Кубка немецкой лиги (1): 2004